# Bronisław von Poźniak
Bronisław January Poźniak, també Bronisław von Pozniak (Lviv (Ucraïna), 26 d'agost, 1887 - Halle (Saxònia-Anhalt), 20 d'abril, 1953) fou un pianista i professor de música alemany d'origen polonès.

## Biografia
Es va graduar a l'Escola de Comerç de Cracòvia i també va ser alumne de Felicjan Szopski, Jerzy Lalewicz i Władysław Żeleński al Conservatori de Cracòvia. Va completar els seus estudis amb Karl Heinrich Barth a Berlín, on després va impartir classes a l'Ochs-Eichelberger-Konservatorium. Entre els anys 1915 i 1945 va viure a Breslau, on va ser professor de piano al "Breslauer Konservatorium" i, a partir de la dècada de 1930, també professor a l'Institut für Kirchen- und Schulmusik de la Universitat de Breslau[. De 1919 a 1925 també va impartir classes al Conservatori de Música Thomas Cieplik de Bytom. Entre els anys 1928 i 1931 va dirigir una classe magistral com a convidad al Conservatori de Lviv. El 1945 va ser evacuat amb la població civil de Breslau a Alemanya, establint-se a Leipzig. Cap al final de la seva vida va treballar com a professor a Halle, on va impartir classes a la "Kirchenmusikschule" (1945–1949) i a la "Musikhochschule" (1947–1953).
A partir del 1913 va dirigir el seu propi trio anomenat Poźniak-Trio, en el qual al llarg dels anys van tocar Karl Freund, Franciszek Szpanowski, Grigorij Piatigorski i Bernhard Günther, entre d'altres. El trio va fer concerts a Alemanya, Polònia, Txecoslovàquia, Romania, Suïssa, Itàlia, Espanya, Portugal i els Països Baixos, promocionant l'obra de compositors contemporanis, principalment de països eslaus.
També va actuar com a solista, interpretant obres de Fryderyk Chopin.
Va publicar les obres Das ABC des Klavierspielers (Berlín 1936, 2a ed. Leipzig 1948, traducció polonesa ABC pianisty) i "Chopin. Praktische Anweisungen für das Studium der Chopin-Werke" (Halle 1949).
El seu nebot va ser Włodzimierz Poźniak. Va escriure una autobiografia, el mecanografiat de la qual del 1949 es troba a les col·leccions de la biblioteca de l'Acadèmia de Música de Breslau.